# Земля Ліппе
51°56′10″ пн. ш. 8°52′38″ сх. д. / 51.9361° пн. ш. 8.8773° сх. д.
Земля Ліппе — земля на північному заході Німеччини. У Британській зоні вона змінила колишню Вільну державу Ліппе та існувала, поки 21 січня 1947 року не була включена до складу землі Північний Рейн-Вестфалія.

## Земля Ліппе (1945—1947)
Ліппе було окуповано військами США у квітні 1945 року та віднесено до британської адміністративної зони після поділу Німеччини. Британський військовий уряд призначив Генріха Дрейка президентом землі (або прем'єр-міністром), останнім президентом демократичної держави Ліппе до 1933 року. Одночасно він очолював Шаумбург-Ліппе. Однак Ліппе не мала повного суверенітету з огляду на британську окупацію та чинне окупаційне законодавство. І ландтаг (призначений 1946 р.), і президент штату (1945 р.) були призначені військовим урядом і змушені були прийняти розпуск землі волею чи неволею.
23 листопада 1946 року британський військовий уряд наказав об'єднати землі Брауншвейг, Ганновер, Ольденбург і Шаумбург-Ліппе для створення нової землі Нижня Саксонія. Через позицію британського військового уряду, який хотів утворити більші землі під час реорганізації Німеччини, рано стало ясно, що Ліппе-Детмольд, що залишилася, колишня Вільна держава Ліппе, не залишиться незалежною країною. Дещо неохоче, але зі значними навичками ведення переговорів під керівництвом останнього прем'єр-міністра Дрейка останні після більш ніж 800 років залишки державної незалежності були ліквідовані.

## Приєднання до Північного Рейну-Вестфалії (1947/48)
Після переговорів як з новоствореною землею Нижня Саксонія, так і з землею Північний Рейн-Вестфалія, яка існувала з 1946 року, Ліппе вирішила приєднатися до Північного Рейну-Вестфалії, яка була готова піти на подальші поступки та стимули для Ліппе. Основу для цього було узгоджено в Пунктах Ліппе. Об'єднання земель набуло чинності 21 січня 1947 року на підставі Військового наказу № 77. Того ж дня на урочистій заключній сесії в присутності найвищого представника британського військового уряду Північного Рейну-Вестфалії ландтаг Ліппе в Детмольді розпустився і направив чотирьох представників до ландтагу в Дюссельдорфі. На останній зустрічі британський регіональний комісар Вільям Есбері пообіцяв, що жителі Ліппе матимуть можливість прийняти остаточне рішення на референдумі протягом п'яти років. Однак цей референдум так і не відбувся.
5 листопада 1948 року земельний парламент у Дюссельдорфі прийняв «Закон про об'єднання землі Ліппе-Детмольд із землею Північний Рейн-Вестфалія», який остаточно врегулював інтеграцію. Ліппе увійшов до складу землі Північний Рейн-Вестфалія.
У Ліппських пунктах відповідно до традицій Ліппе стандартною школою була визнана громадська школа. Однак конституція землі 1950 року дозволила конфесійні школи на всій території землі. До голосування за конституцію землі для частини землі Ліппе було зроблено виняток у пункті, присвяченому Ліппе. На референдумі в Північному Рейні-Вестфалії 18 червня 1950 року конституція землі була схвалена простою більшістю голосів по всій землі, але відхилена більшістю у дві третини голосів у Ліппе. Це означало, що конфесійні школи в Ліппе отримали загальний дозвіл. Перед голосуванням цей контекст став аргументаційною базою для внутрішньої опозиції в Ліппе, очолюваної Максом Штаерке, проти приєднання до землі Північний Рейн-Вестфалія.